# Боб Гутовскі
Ро́берт А́ллен «Боб» Гуто́вські (англ. Robert Allen "Bob" Gutowski; 25 квітня 1935 — 2 серпня 1960) — американський легкоатлет, який змагався переважно в стрибках з жердиною. Він виступав за Сполучені Штати на літніх Олімпійських іграх 1956 року в Мельбурні, Австралія, у стрибках з жердиною, де виграв срібну медаль після другої поспіль золотої медалі Боба Річардса, після того як посів четверте місце на олімпійських відбіркових змаганнях у США і потрапив на Ігри лише через відмову від участі Джима Грема.

## Життєпис
Гутовські навчався в Західному коледжі в Лос-Анджелесі, де виграв чемпіонат NCAA з легкої атлетики серед чоловіків на відкритому повітрі в 1956 (нічия) і 1957 роках. 27 квітня 1957 року Боб Гутовські встановив світовий рекорд у стрибках із жердиною. Пізніше, 1957 року, він піднявся на найбільшу висоту, коли-небудь підняту з «прямою» жердиною — 15 футів 9,75 дюйма, хоча цю позначку так і не визнали світовим рекордом, оскільки жердина пройшла під планкою.
1980 року Боб Гутовські був включений у Національну польсько-американську спортивну залу слави. Він також є членом Зали слави легкої атлетики Західного коледжу.
Загинув у лобовому зіткненні з п'яним водієм у Кемп-Пендлтоні 2 серпня 1960 року, коли служив 2-м лейтенантом у резерві морської піхоти.